# Ustilago austro-africana
Ustilago austro-africana är en svampart som beskrevs av Vánky & C. Vánky 1999. Ustilago austro-africana ingår i släktet Ustilago och familjen Ustilaginaceae.   Inga underarter finns listade i Catalogue of Life.